# MWC 480
MWC 480 är en ung stjärna i Oxen 455 ljusår från jorden. Observationer med ALMA avslöjade att protoplanetära skivan runt MWC 480 innehåller stora mängder metylcyanid (CH3CN), tillräckligt för att fylla alla jordens oceaner.